# Inger Alfvén

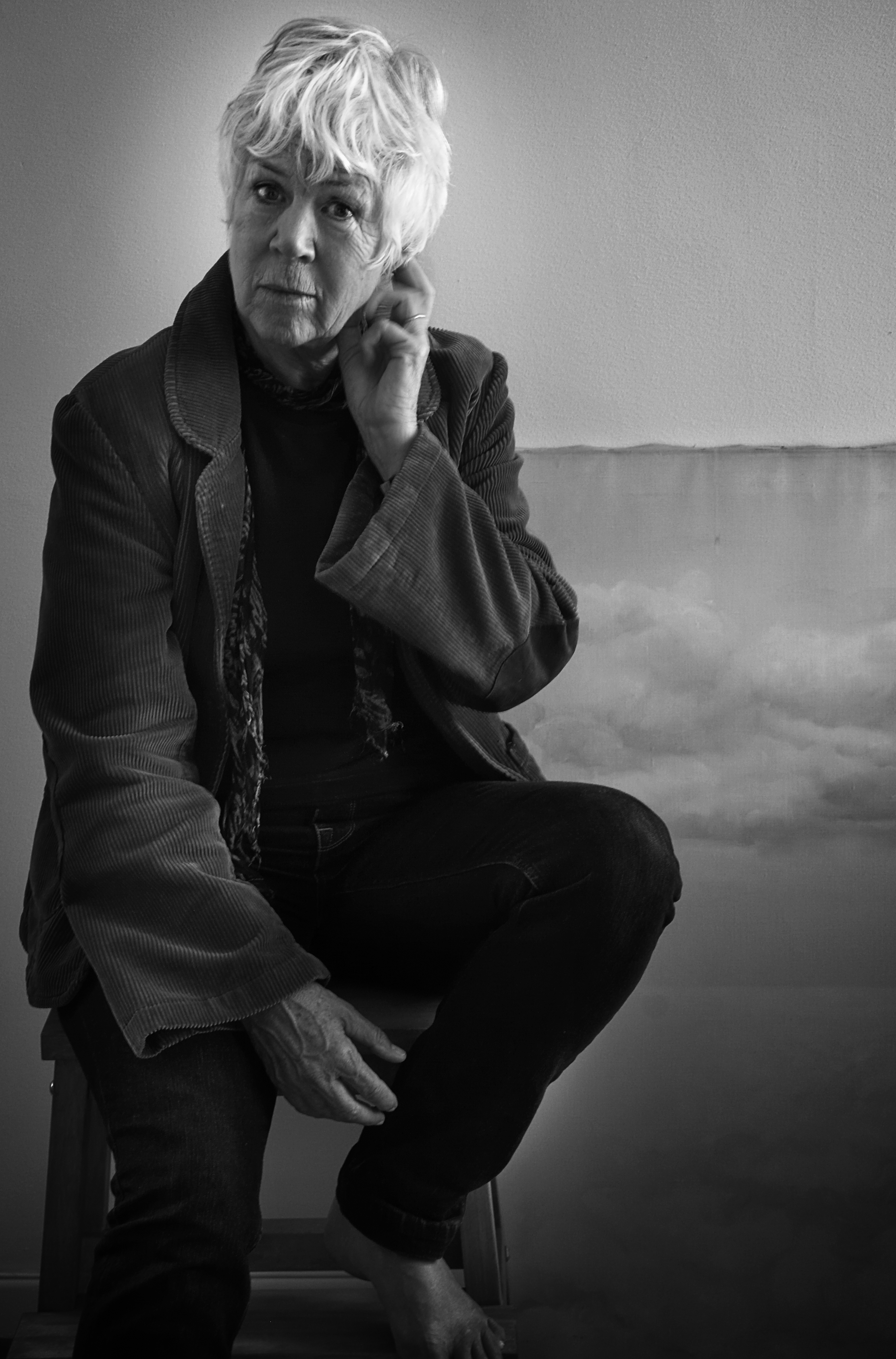
Inger Alfvén (2008)

Inger Alfvén (* 24. Februar 1940 in Stockholm; † 26. Juli 2022) war eine schwedische Schriftstellerin. Sie ist die Tochter von Kerstin und Hannes Alfvén und außerdem verwandt mit Hugo Alfvén.

## Leben
1964 schloss sie ihr Studium mit dem Socionomexamen ab und arbeitete anschließend als Kuratorin und Assistentin der Kinderhilfe. Später war sie als Tutorin für Literarische Gestaltung an der Universität Göteborg tätig.
Alfvén zählt zu den meistgelesenen und erfolgreichsten Schriftstellern Schwedens. Ihre Bücher beschreiben existenzielle und moralische Konflikte wie vorbestimmte Rollen von Mann und Frau, Liebe, lebenslange Freundschaft und Einsamkeit. Ihren Durchbruch erlangte sie 1977 mit dem Roman Dotter till en dotter (deutsch: Tochter einer Tochter).
2002 debütierte Alfvén als Dramatikerin mit dem Stück Regnbågens rot (deutsch: Der Ursprung des Regenbogens). Es behandelt Leben und Entwicklung von drei Schwestern in den letzten Jahrzehnten des 20. Jahrhunderts.
Zuletzt lebte Alfvén in Stockholm.

## Werke
- Vinbergssnäckan, 1964
- Tusentals äpplen, 1969
- Lena-Bell, 1971
- Ta ner månen, 1972
- Städpatrullen, 1976
- Dotter till en dotter, 1977
- s/y Glädjen, 1979
- Arvedelen, 1981
- Ur kackerlackors levnad, 1984
- Lyckans galosch, 1986
- Judiths teater, 1989
- Wie Muscheln am Strand (schwed. Elefantens öga), 1992, ISBN 3-8225-0278-2
- Kvinnornas svarta bok, 1992
- Sex kvinnors lusta, 1992
- Vier Töchter (schwed. En moder har fyra döttrar), 1994, ISBN 3-442-72861-4
- Berget dit fjärilarna flyger för att dö, 1997
- När jag tänker på pengar, 1998
- Det blå skåpet, 1999
- Någon kom i båten, 2002
- Das weite Meer (schwed. Livets vatten), 2004, ISBN 3-442-72994-7
- Mandelkärnan, 2006
- När förnuftet sover, 2009

## Preise und Auszeichnungen
- Signe-Ekblad-Eldhs-Preis 2001
- Samfundet De Nios Außergewöhnlicher Preis